# تينا بلاو
تينا بلاو (بالألمانية: Tina Blau-Lang)‏، لاحقا عرفت باسم تينا بلاو لانج (15 نوفمبر 1845، فيينا - 31 أكتوبر 1916، فيينا) رسامة تصوير طبيعي نمساوية.